# 凱恩河
凱恩河（西班牙語：Río Caine），是玻利維亞的河流，處於安第斯山脈地區，是格蘭德河的源頭，河道全長162公里，發源自科恰班巴以南40公里，流經科恰班巴省和波托西省。
17°42′10″S 66°14′45″W / 17.70278°S 66.24583°W